# Kelime
Kelime è un cortometraggio del 2015 diretto da Federico Mudoni.
Nel 2016 il film riceve il Premio Rai Cinema Channel nel corso della XVII edizione del Festival del Cinema Europeo di Lecce

## Trama
Un ordine dall'alto è l'unica cosa che una cellula terroristica dormiente in Italia sta aspettando per attivarsi. Tuttavia, gli anni vissuti in Italia non possono non aver lasciato un segno in chi è chiamato ad un gesto simbolico estremo.

## Produzione
Realizzato dalla casa di produzione Springo Studio di Alezio e in co-produzione con il Liceo Scientifico "Da Vinci" di Maglie, è ambientato tra il Salento ed Istanbul. La narrativa del cortometraggio è molto particolare, infatti sono completamente assenti i dialoghi. Da qui il nome "Kelime", proprio per enfatizzarne il concetto, una parola turca che significa "Parola". Titolo nato da una domanda che si son posti gli sceneggiatori: quale parola, sentita tramite un telefono, sarebbe stata quella che avrebbe dato il via al gesto estremo. Quale parola avrebbe cambiato per sempre la sua vita. E quella di altre persone.

## Distribuzione
Il film è stato selezionato ai seguenti Festival:
- Festival del Cinema Europeo
- Salento International Film Festival
- Festival Internacional de Cine Independiente de Elche
- Italian Contemporary Film Festival[3]
- Festival Internazionale del Cortometraggio Dino De Laurentiis
- Viva Film Festival Sarajevo
- Castro Film Festival
- Sciacca Film Fest[4]
- Cort'O Globo Film Festival
- Lecce Film Fest[5]
- Arroios Film Festival

## Colonna sonora
La canzone originale Kelime Soundtrack, che fa da tema portante del corto, è stata scritta da Giacomo Sances. La voce che accompagna la traccia è di Serenella Colazzo.

## Riconoscimenti
- 2015 - Salento International Film Festival
  - Miglior Cortometraggio Italiano[6]
- 2016 - Festival del Cinema Europeo
  - Premio Rai Cinema Channel[7]
- 2016 - Castro Film Festival
  - Miglior regia
  - Miglior fotografia[8]